# Tumen, Yanbian
Tumen är en stad på häradsnivå som är i belägen i Yanbian, en autonom prefektur för koreaner i Jilin-provinsen i nordöstra Kina. Den ligger omkring 390 kilometer öster om provinshuvudstaden Changchun.